# Polypleurum wallichii
Polypleurum wallichii là một loài thực vật có hoa trong họ Podostemaceae. Loài này được (R. Br. ex Griff.) Warm. miêu tả khoa học đầu tiên năm 1901.